# Алчедат (приток Золотого Китата)
Алчедат (в верховье Большой Алчедат) — река в Кемеровской области России. Протекает по территории Чебулинского, Ижморского, и Яйского районов. Устье реки находится в 8 км от устья по правому берегу реки Золотой Китат.
Длина реки составляет 116 км, площадь водосборного бассейна — 1060 км².

## Притоки
- Осиновка (лв)
- 32 км: Михайловка (лв)
- 53 км: Листвянка (пр)
- Каменушка (лв)
- Сохатинка (лв)
- 76 км: Байдан (пр)
- Будовка (лв)
- 82 км: Кольцовка (лв)
- Пихтачевский Ключ (лв)
- 97 км: Малый Алчедат (лв)
- 102 км: Колпаковка (лв)

## Данные водного реестра
По данным государственного водного реестра России:
- Бассейновый округ — Верхнеобский
- Речной бассейн — (Верхняя) Обь до впадения Иртыша
- Речной подбассейн — Чулым
- Водохозяйственный участок — Чулым от водомерного поста с. Зырянское до устья
- Код водного объекта — 13010400312115200020691[2]